# Amerila brachyleuca
Amerila brachyleuca là một loài bướm đêm thuộc phân họ Arctiinae, họ Erebidae.